# Huracà de les Bahames de 1932
Huracà de les Bahames de 1932 va saer un poderós huracà de categoria 5 que va colpejar les Bahames en la seva màxima intensitat. La tempesta mai va arribar a recalar als Estats Units, però els seus efectes es van sentir en el nord-est dels Estats Units i les Bahames, especialment a les illes Abaco on les destrosses de l'huracà van ser molt importants.